# Astragalus dejectus
Astragalus dejectus es una especie de planta del género Astragalus, de la familia de las leguminosas, orden Fabales.

## Distribución
Astragalus dejectus se distribuye por Irán (Zanjan).

## Taxonomía
Fue descrita científicamente por Maassoumi, F. Ghahrem. & Bagheri. Fue publicada en Novon 25: 270 (2017).